# Pekka Sulkunen
Pekka Sulkunen (*  15. Juli 1948 in Jyväskylä) ist ein finnischer Soziologe, der als Professor an der Universität Helsinki lehrt. Er amtierte von 2011 bis 2013 als Präsident der European Sociological Association. Sein Forschungsinteresse gilt hauptsächlich der Sozialwissenschaftlichen Suchtforschung und der Konsumgesellschaft.
Sulkunen schloss sein Soziologie-Studium 1972 mit dem Master-Examen an der Universität Helsinki ab und wurde ebendort 1980 promoviert. Es folgte ein Studienaufenthalt in Frankreich (Collège de France und École des Hautes Études en Sciences Sociales). Danach war er am Sozialforschungsinstitut für Alkohol-Studien der Universität Helsinki tätig, von 1983 bis 1986 als Direktor. Es folgten Dozententätigkeiten an verschiedenen finnischen Universitäten. Seit 2000 ist Sulkunen Professor an der Universität Helsinki.

## Schriften (Auswahl)
- Constructing the new consumer society, Basingstoke: Palgrave Macmillan, 1997, ISBN 978-0312159443
- The saturated society. Governing risk and lifestyles in consumer culture, New York: Sage Publications, 2009, ISBN 978-0761959427
- A social and economic theory of consumption, Basingstoke: Palgrave Macmillan, 2011, ISBN 978-0230244108.